# Rodobrana
Rodobrana – formacja paramilitarna Słowackiej Partii Ludowej istniejąca w latach 1923–1927
Rodobrana została powołana w 1923 r. przez Vojtecha Tukę, jednego z głównych działaczy Słowackiej Partii Ludowej (SLS). Za jej organizację odpowiadali Vojtech Hudec i Alexander Mach. Była ona wzorowana na oddziałach włoskich faszystów, a jej członkowie nosili czarne koszule. Jej zadaniem była ochrona zgromadzeń SLS przed atakami ze strony komunistów, z biegiem czasu także pełnienie roli parapolicyjnej. Liczyła początkowo ok. 5 tys. ludzi, osiągając liczebność ok. 30 tys. pod koniec istnienia. Struktury Rodobrany powstały w Trnawie, Hlohovcu i Nitrze. Najmniejszą jednostką był rój (6 ludzi), 3 roje tworzyły czatę, a 5 czat – rotę. Organem prasowym od 25 lipca 1926 r. był dziennik „Rodobrana”. W 1926 r. przywódcy organizacji nawiązali potajemne kontakty z czeskimi faszystami w celu zorganizowania zamachu stanu i oderwania Słowacji od reszty kraju, do czego jednak nie doszło. W 1927 r. V. Tuka wydał „Rodobranský Katechizmus”, w którym przedstawił 10 głównych zasad działalności formacji. Rząd Czechosłowacji od początku działalności Rodobrany próbował przeciwdziałać jej rozwojowi, a w 1927 r. oficjalnie ją rozwiązał. Jej następczynią od 1938 r. była Gwardia Hlinki.